# Tennis Masters Cup 2003
Der Tennis Masters Cup 2003 wurde  vom 10. bis 16. November in Houston veranstaltet. Das Turnier ist die letzte Veranstaltung im ATP-Kalender und war 2003 zugleich die Spieler-Weltmeisterschaft im Herrentennis. Es war die insgesamt 34. Auflage des Wettbewerbes. Die besten acht Spieler der abgelaufenen Saison hatten sich für diesen Wettbewerb qualifiziert.

## Einzel

### Qualifizierte Spieler
| Setzliste | Rang | Spieler             |
| --------- | ---- | ------------------- |
| 1         | 1    | Andy Roddick        |
| 2         | 2    | Juan Carlos Ferrero |
| 3         | 3    | Roger Federer       |
| 4         | 4    | Guillermo Coria     |
| 5         | 5    | Andre Agassi        |
| 6         | 6    | Rainer Schüttler    |
| 7         | 7    | Carlos Moyá         |
| 8         | 8    | David Nalbandian    |

### Rote Gruppe

#### Ergebnisse
| Spieler          | Spieler          | Ergebnis      |
| ---------------- | ---------------- | ------------- |
| Andy Roddick     | Guillermo Coria  | 6:3, 6:7, 6:3 |
| Andy Roddick     | Rainer Schüttler | 6:4, 6:7, 6:7 |
| Andy Roddick     | Carlos Moyá      | 6:2, 3:6, 6:3 |
| Guillermo Coria  | Rainer Schüttler | 3:6, 6:4, 2:6 |
| Guillermo Coria  | Carlos Moyá      | 6:2, 6:3      |
| Rainer Schüttler | Carlos Moyá      | 5:7, 4:6      |

#### Tabelle
| Pos. | Setzliste | Spieler          | Spiele | Sätze | Punkte |
| ---- | --------- | ---------------- | ------ | ----- | ------ |
| 1    | 6         | Rainer Schüttler | 43:42  | 4:4   | 2:1    |
| 2    | 1         | Andy Roddick     | 51:42  | 5:4   | 2:1    |
| 3    | 4         | Guillermo Coria  | 36:39  | 4:4   | 1:2    |
| 4    | 7         | Carlos Moyá      | 29:36  | 3:4   | 1:2    |

### Blaue Gruppe

#### Ergebnisse
| Spieler             | Spieler          | Ergebnis      |
| ------------------- | ---------------- | ------------- |
| Juan Carlos Ferrero | Roger Federer    | 3:6, 1:6      |
| Juan Carlos Ferrero | Andre Agassi     | 6:2, 3:6, 4:6 |
| Juan Carlos Ferrero | David Nalbandian | 3:6, 1:6      |
| Roger Federer       | Andre Agassi     | 6:7, 6:3, 7:6 |
| Roger Federer       | David Nalbandian | 6:3, 6:0      |
| Andre Agassi        | David Nalbandian | 7:6, 3:6, 6:4 |

#### Tabelle
| Pos. | Setzliste | Spieler             | Spiele | Sätze | Punkte |
| ---- | --------- | ------------------- | ------ | ----- | ------ |
| 1    | 3         | Roger Federer       | 43:23  | 6:1   | 3:0    |
| 2    | 5         | Andre Agassi        | 46:48  | 5:4   | 2:1    |
| 3    | 8         | David Nalbandian    | 31:32  | 3:4   | 1:2    |
| 4    | 2         | Juan Carlos Ferrero | 21:38  | 1:6   | 0:3    |

### Halbfinale
| Spieler          | Spieler       | Ergebnis      |
| ---------------- | ------------- | ------------- |
| Rainer Schüttler | Andre Agassi  | 7:5, 0:6, 4:6 |
| Andy Roddick     | Roger Federer | 6:7, 2:6      |

### Finale
| Spieler      | Spieler       | Ergebnis      |
| ------------ | ------------- | ------------- |
| Andre Agassi | Roger Federer | 3:6, 0:6, 4:6 |

## Doppel

### Qualifizierte Spieler
| Setzliste | Rang | Spieler                        |
| --------- | ---- | ------------------------------ |
| 1         | 1    | Bob Bryan Mike Bryan           |
| 2         | 2    | Mahesh Bhupathi Maks Mirny     |
| 3         | 3    | Jonas Björkman Todd Woodbridge |
| 4         | 4    | Mark Knowles Daniel Nestor     |
| 5         | 5    | Wayne Arthurs Paul Hanley      |
| 6         | 6    | Michaël Llodra Fabrice Santoro |
| 7         | 7    | Martin Damm Cyril Suk          |
| 8         | 8    | Gastón Etlis Martín Rodríguez  |

### Rote Gruppe

#### Ergebnisse
| Spieler                        | Spieler                        | Ergebnis        |
| ------------------------------ | ------------------------------ | --------------- |
| Bob Bryan Mike Bryan           | Jonas Björkman Todd Woodbridge | 4:6, 6:3, 7:69  |
| Martin Damm Cyril Suk          | Michaël Llodra Fabrice Santoro | 3:6, 6:75       |
| Bob Bryan Mike Bryan           | Martin Damm Cyril Suk          | 7:5, 6:70, 7:64 |
| Jonas Björkman Todd Woodbridge | Michaël Llodra Fabrice Santoro | 6:71, 6:3, 4:6  |
| Bob Bryan Mike Bryan           | Michaël Llodra Fabrice Santoro | 6:4, 5:7, 6:4   |
| Jonas Björkman Todd Woodbridge | Martin Damm Cyril Suk          | 6:3, 6:3        |

#### Tabelle
| Pos. | Setzliste | Spieler                        | Sätze | Punkte |
| ---- | --------- | ------------------------------ | ----- | ------ |
| 1    | 1         | Bob Bryan Mike Bryan           | 6:3   | 3:0    |
| 2    | 6         | Michaël Llodra Fabrice Santoro | 5:3   | 2:1    |
| 3    | 3         | Jonas Björkman Todd Woodbridge | 4:4   | 1:2    |
| 4    | 7         | Martin Damm Cyril Suk          | 1:6   | 0:3    |

### Blaue Gruppe

#### Ergebnisse
| Spieler                    | Spieler                       | Ergebnis        |
| -------------------------- | ----------------------------- | --------------- |
| Mahesh Bhupathi Maks Mirny | Mark Knowles Daniel Nestor    | 4:6, 7:66, 6:74 |
| Wayne Arthurs Paul Hanley  | Gastón Etlis Martín Rodríguez | 4:6, 7:65, 7:69 |
| Mahesh Bhupathi Maks Mirny | Gastón Etlis Martín Rodríguez | 4:6, 4:6        |
| Mark Knowles Daniel Nestor | Wayne Arthurs Paul Hanley     | 6:4, 6:75, 7:66 |
| Mahesh Bhupathi Maks Mirny | Wayne Arthurs Paul Hanley     | 6:4, 7:64       |
| Mark Knowles Daniel Nestor | Gastón Etlis Martín Rodríguez | 6:2, 6:1        |

#### Tabelle
| Pos. | Setzliste | Spieler                       | Sätze | Punkte |
| ---- | --------- | ----------------------------- | ----- | ------ |
| 1    | 4         | Mark Knowles Daniel Nestor    | 6:2   | 3:0    |
| 2    | 8         | Gastón Etlis Martín Rodríguez | 3:4   | 1:2    |
| 3    | 2         | Mahesh Bhupathi Maks Mirny    | 3:4   | 1:2    |
| 4    | 7         | Wayne Arthurs Paul Hanley     | 3:5   | 1:2    |

### Halbfinale
| Spieler                    | Spieler                        | Ergebnis |
| -------------------------- | ------------------------------ | -------- |
| Bob Bryan Mike Bryan       | Gastón Etlis Martín Rodríguez  | 6:2, 6:4 |
| Mark Knowles Daniel Nestor | Michaël Llodra Fabrice Santoro | 1:6, 3:6 |

### Finale
| Spieler              | Spieler                        | Ergebnis                  |
| -------------------- | ------------------------------ | ------------------------- |
| Bob Bryan Mike Bryan | Michaël Llodra Fabrice Santoro | 6:76, 6:3, 3:6, 7:63, 6:4 |